# Computershare
Computershare (ASX:CPU) ist ein globaler Dienstleister für die Verwaltung von Aktienregistern, Mitarbeiterbeteiligungsprogrammen, die Administration von Hypothekendarlehen sowie die Aktivierung von Depotstimmrechten („Proxy Solicitation“) und bietet stakeholderorientierte Kommunikationskonzepte an.
In ausgewählten Märkten hat sich Computershare darüber hinaus auf Treuhänderlösungen für Unternehmen und für die technische Abwicklung von Insolvenzverfahren sowie von Sammelklagen spezialisiert. Das Unternehmen bietet zudem eine weitere Auswahl spezieller Finanz- und Governancedienstleistungen an.
Seit der Gründung 1978 hat sich Computershare als Anbieter für die Verarbeitung hochvolumiger Transaktionsdaten und die damit verbundene Abwicklung des Zahlungsverkehrs etabliert. Das Know-how zur Aktivierung und Bindung von Stakeholdern wird von weltweit tätigen Unternehmen, Verbänden und anderen Institutionen genutzt, um die Beziehungen zu ihren Investoren, Angestellten, Gläubigern, Mitgliedern und Kunden zu optimieren.
Computershare ist mit über 12.000 Angestellten weltweit in allen großen Finanzmärkten vertreten.

## Unternehmensgeschichte
Computershare wurde 1978 in Melbourne/Australien gegründet und ging im Jahr 1994 an die australische Börse (ASX). 1997 vollzog Computershare den Markteintritt in Europa.

## Computershare International
- Mitarbeiter: rund 12.000
- Standorte: in 21 Ländern auf fünf Kontinenten und an allen wichtigen Börsenplätzen der Welt
- Hauptsitz: Melbourne, Australien
- President & CEO: Stuart Irving
- Kunden: rund 25.000 Unternehmen mit 125 Millionen Aktionärskonten

## Computershare in Kontinentaleuropa
- Mitarbeiter: etwa 500
- Präsenz: über 16 Standorte in 7 Ländern
- Leitung: Kirsten Van Rooijen, CEO Continental Europe
- Geschäftsfelder: Aktienregisterführung, Aktionärsversammlungen, Mitarbeiterbeteiligungsprogramme, verschiedene Dienstleistungen zur Kommunikation mit Aktionären und Stakeholdern, Proxy Solicitation und Shareholder Identification, sowie Kapitalmarkttransaktionen/Finanzierungen.